# Chlorogomphus okinawensis
Chlorogomphus okinawensis là loài chuồn chuồn trong họ Chlorogomphidae. Loài này được Ishida mô tả khoa học đầu tiên năm 1964.